# Francis Picabia
Francis Picabia, właśc. Francis-Marie Martinez Picabia (ur. 22 stycznia 1879 w Paryżu, zm. 30 listopada 1953 tamże) – francuski malarz, rysownik, ilustrator, grafik i poeta; jeden z najbardziej wpływowych artystów XX wieku.

## Życiorys
Matka była Francuzką, a ojciec, hiszpańskiego pochodzenia, był pracownikiem ambasady Kuby w Paryżu.
Picabia kształcił się w paryskich uczelniach artystycznych. Pod koniec lat 90. XIX w. studiował m.in. u Fernanda Cormona w Państwowej Wyższej Szkole Sztuk Dekoracyjnych, a w latach 1903–1908 znalazł się pod wpływem impresjonistów (Sisley). Od 1909 r. wpływ ma niego zaczęli wywierać kubiści. W latach 1911–1912 dołączył do grupy mającej swoje spotkania w wiosce Puteaux w atelier Jacques’a Villona: Apollinaire, Gleizes, La Fresnaye, Léger, Metzinger. Zaowocowało to stworzeniem grupy Section d’Or. Picabia znał dobrze Marcela Duchampa.
W latach następnych Picabia odegrał znaczącą rolę w ruchu dadaistycznym zarówno jako artysta plastyk, jak i poeta. Przebywał kilkakrotnie w Nowym Jorku, gdzie był jednym z animatorów dadaizmu – razem z Duchampem założyli czasopismo „291”. W 1916 r. w Barcelonie założył własne pismo dadaistyczne „391”, które ukazywało się nieregularnie do 1924 r. Później przebywał w Zurychu i Paryżu gdzie kontynuował swoje związki i dokonania w ruchu dadaistycznym. W 1921 r. ostatecznie zerwał z dadaizmem, co ogłosił w piśmie „Cannibale”. Po czym na pewien czas, do 1925 r., związał się z surrealistami (André Breton).
W latach 30. obok abstrakcji geometrycznej, zajmował się też malarstwem naturalistycznym i figuratywnym. Przed końcem II wojny światowej powrócił do malarstwa abstrakcyjnego i do poezji.
W 1949 r. w Paryżu w Galerie René Drouin odbyła się retrospektywna wystawa dzieł Francisa Picabii.